# Britt Beyer

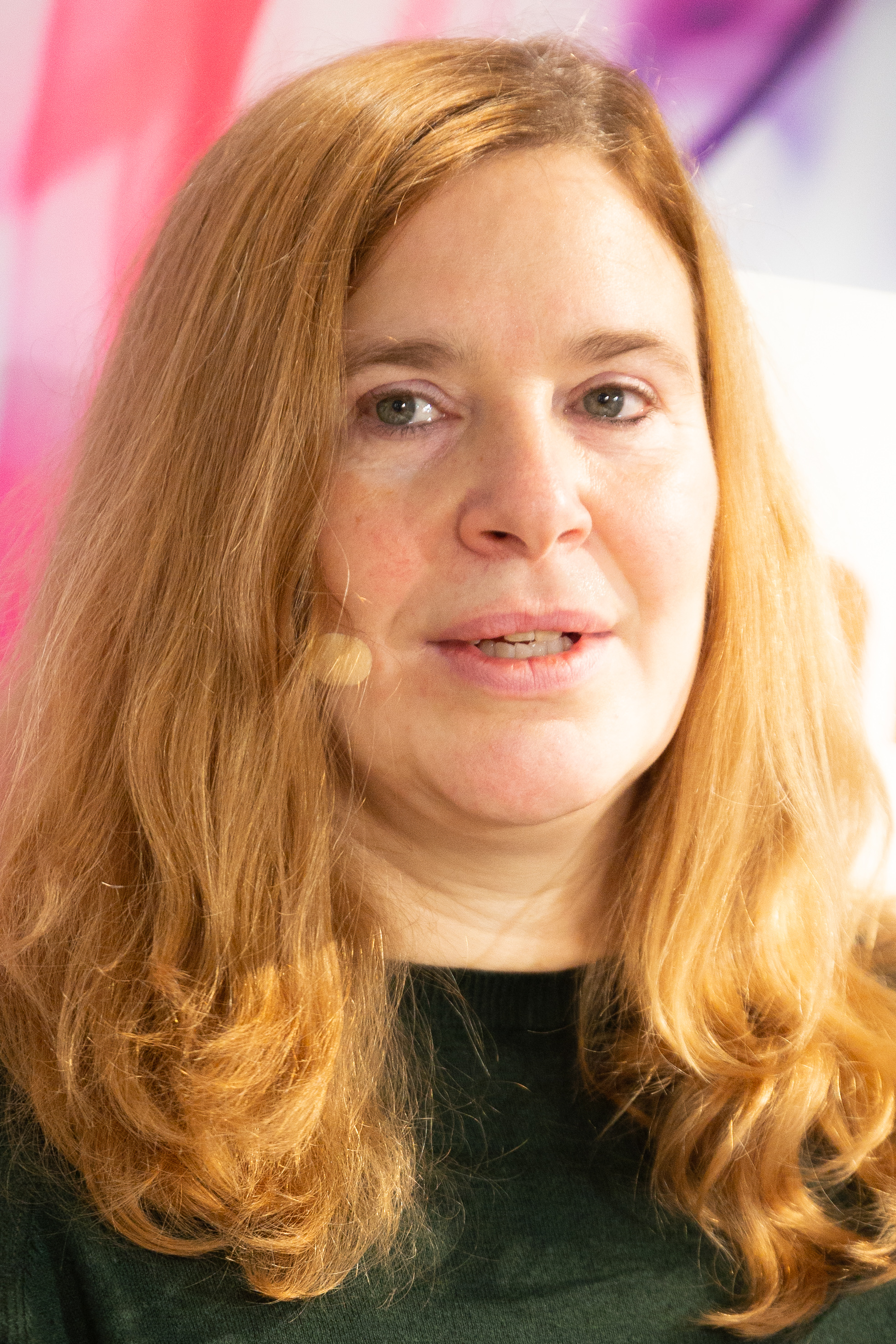
Britt Beyer auf der Frankfurter Buchmesse 2018

Britt Beyer (* 1968 in Kayna) ist eine deutsche Regisseurin.

## Leben
Beyer studierte Germanistik und Geschichte an der Karl-Marx-Universität in Leipzig. Es folgten zahlreiche Regieassistenzen für Dokumentar- und Spielfilme in Deutschland, Osteuropa und den USA. Im Jahr 2000 gründete sie ihre eigene Filmproduktionsfirma und Castingagentur „Vostock1“ in Berlin (Beispiele: GZSZ, Tatort). Für den Dokumentarfilm „Der junge Herr Bürgermeister“ erhielt sie 2003 den Hans-Klein-Medienpreis.

## Filmografie
- 2023: Auf der Kippe (Regie)
- 2018: 24h Europe – The Next Generation (Ausstrahlung 2019)[1]
- 2011: Werden Sie Deutscher (Regie)
- 2006: Staat am Ende
- 2005–2007: Damals in der DDR (Regie)
- 2005: Vereint für immer
- 2005/2006: Denk ich an Deutschland in der Nacht. Das Leben des Heinrich Heine (Casting)
- 2003: Der junge Herr Bürgermeister (Drehbuch, Produzent, Regie)
- 1999/2000: alaska.de (Regie-Assistenz)
- 1996: Edgar (Regie-Assistenz)
- 1996/1997: Not a Love Song (Regie-Assistenz)

## Auszeichnung
- 2003: Hans-Klein-Medienpreis für Das Kleine Fernsehspiel "Der junge Herr Bürgermeister"[2]
- 2023: DOK.fest-München-Nominierung in der Kategorie VIKTOR DOK.deutsch für Auf der Kippe[3]